# Candlemass

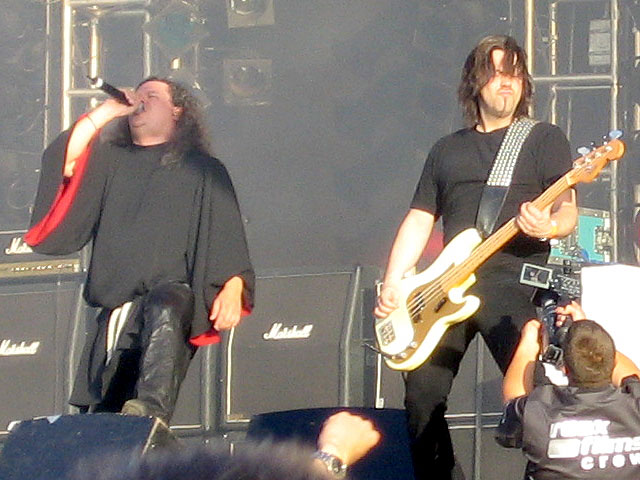
Candlemass

Candlemass is een Zweedse doommetalband rond bassist en songwriter Leif Edling (ex-Nemesis). De oorsprong van de band gaat terug tot 1984/85. Candlemass geldt als een van de grondleggers van de doommetal, een genre dat vernoemd is naar hun debuutalbum Epicus Doomicus Metallicus. De band wordt tot de Grote Vier van doommetal gerekend, samen met Pentagram, Saint Vitus en Trouble of volgens Loudwire met Electric Wizard, My Dying Bride en Paradise Lost.
De bezetting ten tijde van het uitbrengen van Epicus Doomicus Metallicus uit 1986 was: Leif Edling op bas, Mats Björkman op gitaar en Mats Ekström op drums. Voor de sologitaarpartijen en de zang werden Klas Bergwall respectievelijk Johan Langquist ingehuurd.  
Epicus Doomicus Metallicus geldt als klassieker in het genre. De muziek wortelt in de traditie van Black Sabbath, maar de riffs worden logger gespeeld. De teksten verwijzen meestentijds naar duistere stemmingen, onheilspellende locaties en gebeurtenissen uit de donkere Scandinavische oertijden. Een vaak terugkerend thema is de momenten die bewoners van voorbije werelden in het aanschijn des doods aan een van de poorten van de onderwereld plachten door te brengen. 
Bij het tweede album met de titel Nightfall (1987) trad zanger Messiah Marcolin tot de band toe. Met zijn verschijning, gekleed in monnikspij, en stemgeluid drukte hij een groot stempel op de band. Ook nieuw in de band waren gitarist Lars Johansson en drummer Jan Lindh. De muziek bleef duidelijk doommetal, maar ook werd gebruikgemaakt van klassieke invloeden.
Ancient Dreams, het volgende album, wordt minder gewaardeerd door recensenten en fans. De klassieke invloeden vielen weg en de band leek zich weer meer richting de muziek van Black Sabbath te bewegen. Het vierde album, Tales of Creation, is een conceptalbum. Hierop richtte de band zich weer meer op de doommetal.
Candlemass was eind jaren tachtig op het hoogtepunt van zijn roem. Tijdens liveconcerten maakte men gebruik van theatrale effecten zoals de eerder genoemde uitdossing van Messiah Marcolin in gestileerde monnikspij en de talloze rijen brandende kaarsen op het podium.
Na Tales of Creation verliet zanger Marcolin de band. Leif Edling begon de nieuwe band Abstrakt Algebra, maar begin jaren negentig richtte hij zich weer op Candlemass. Al na twee albums hield de band er weer mee op.
Vanaf 2004 trad de band weer op in zijn oude bezetting. De hernieuwde belangstelling leidde tot het uitbrengen van enkele dvd's en geremasterde versies van cd's.
In 2005 verscheen een nieuw album met Marcolin. Hierna verliet Marcolin opnieuw de band. Zijn vervanger was Robert Lowe, voorheen bekend van Solitude Aeturnus. Met zanger Lowe bracht de band drie albums uit. Lowe verliet de band zes dagen voor het uitbrengen van het derde album. Candlemass berichtte op zijn website dat tegenvallende liveoptredens hiervan de oorzaak waren. Ze trokken Mats Levén aan als opvolger van Lowe. Met hem brachten ze de EP Death Thy Lover uit. 
Op 3 september 2018 werd aangekondigd dat zanger Johan Langquist na 32 jaar weer terug in de band was. Op 6 december kondigde de band aan dat er een nieuw album kwam, The Door to Doom. Deze werd gereleased op 22 februari 2019. Black Sabbath gitarist Tony Iommi speelt een solo op het nummer Astorolus - The Great Octopus. In 2020 bracht de band een nieuwe EP uit, genaamd The Pendulum. Op deze EP staan demo's van nummers die niet op The Door to Doom staan.
- Bibliothèque nationale de France: cb13902258g (data)
- International Standard Name Identifier: 0000 0001 0941 0629
- Library of Congress Control Number: no98017490
- MusicBrainz: 7dba6614-d0bd-4950-8b7b-841b31c413c2
- Nationale Bibliotheek van Tsjechië: xx0150552
- Virtual International Authority File: 125619015